# Frank Lockwood

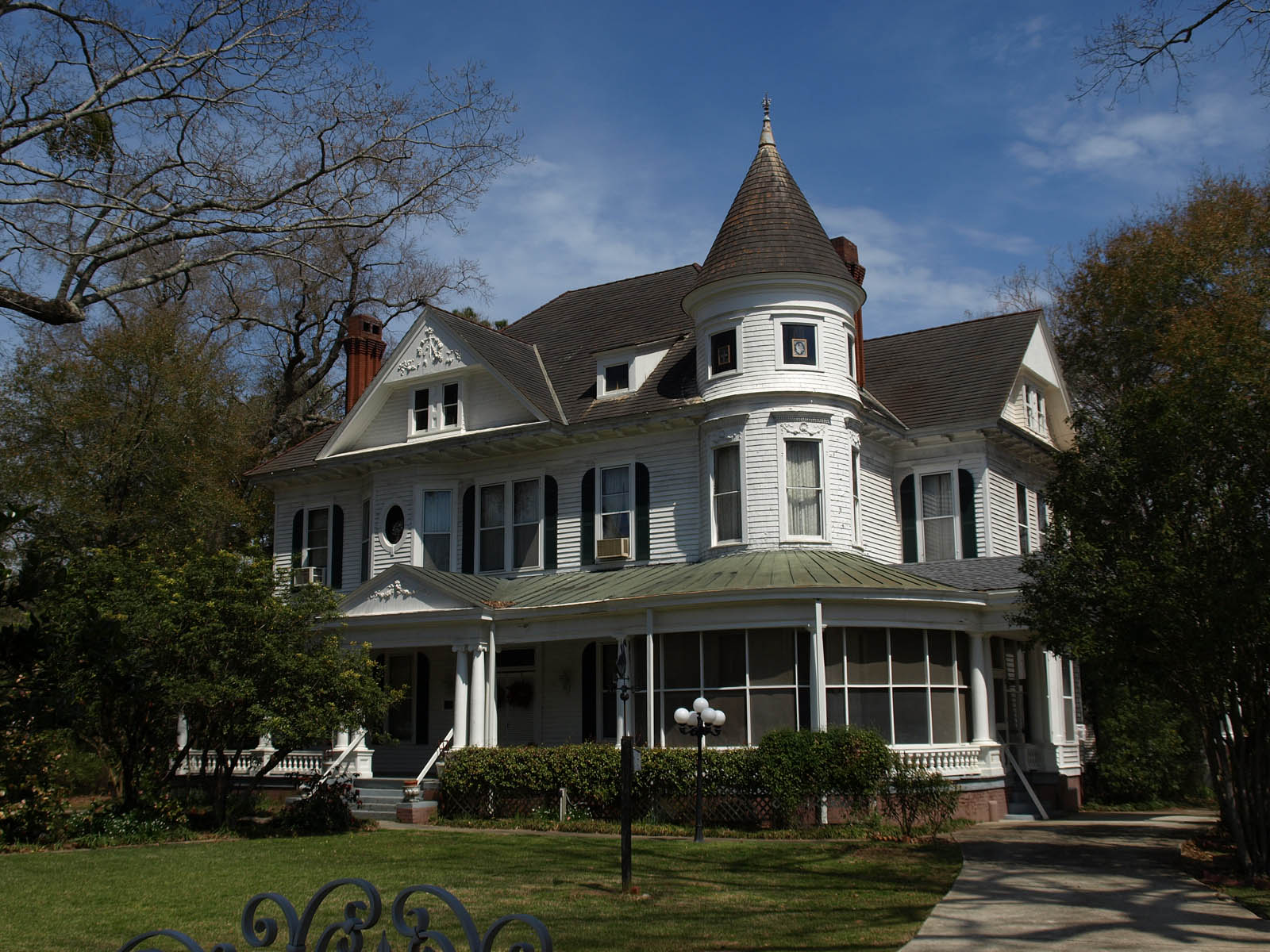
Bell House (1893) en Prattville,Alabama.

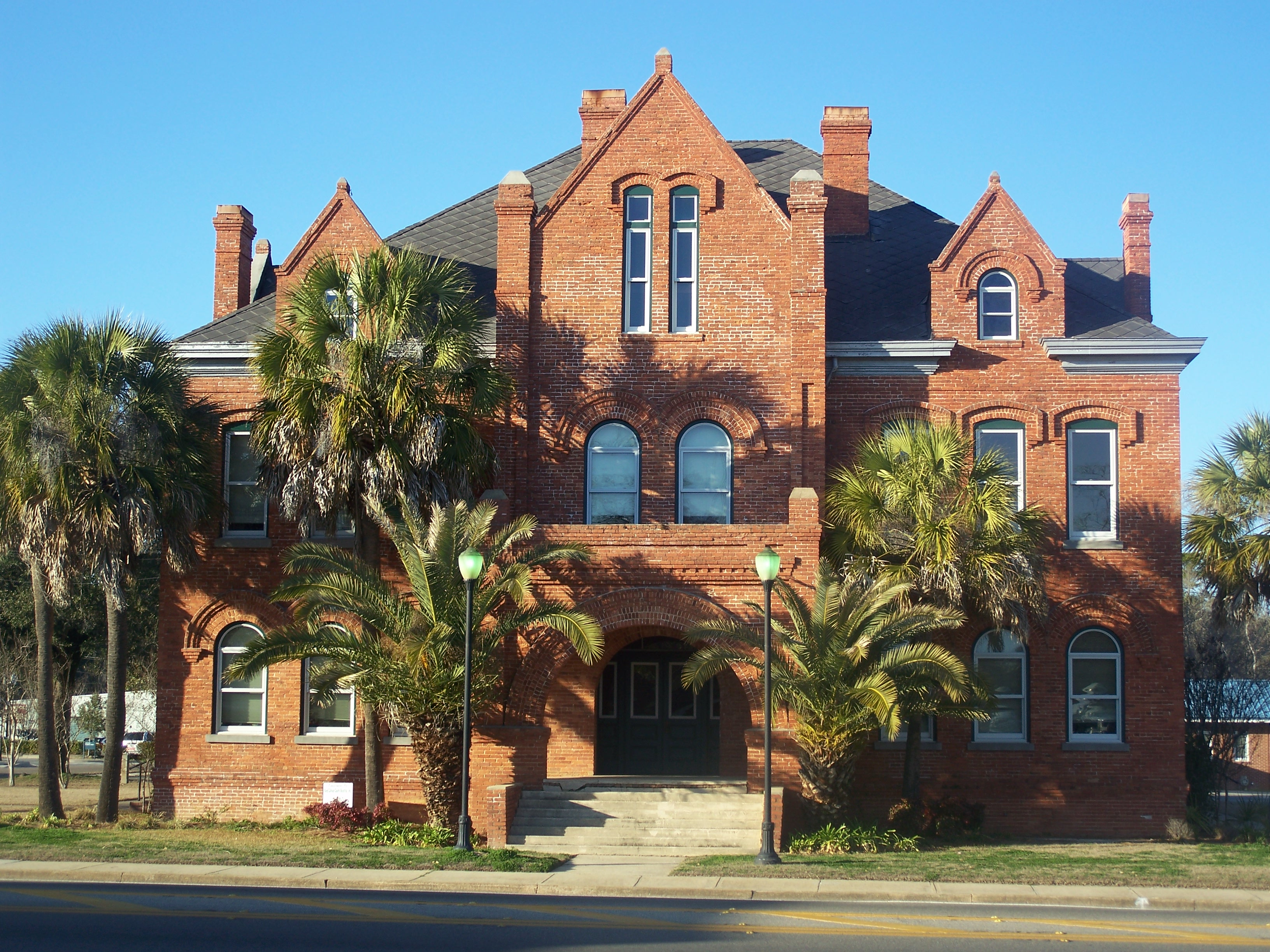
Antiguo Palacio de Justicia del Condado de Calhoun (1904) en Blountstown, Florida.

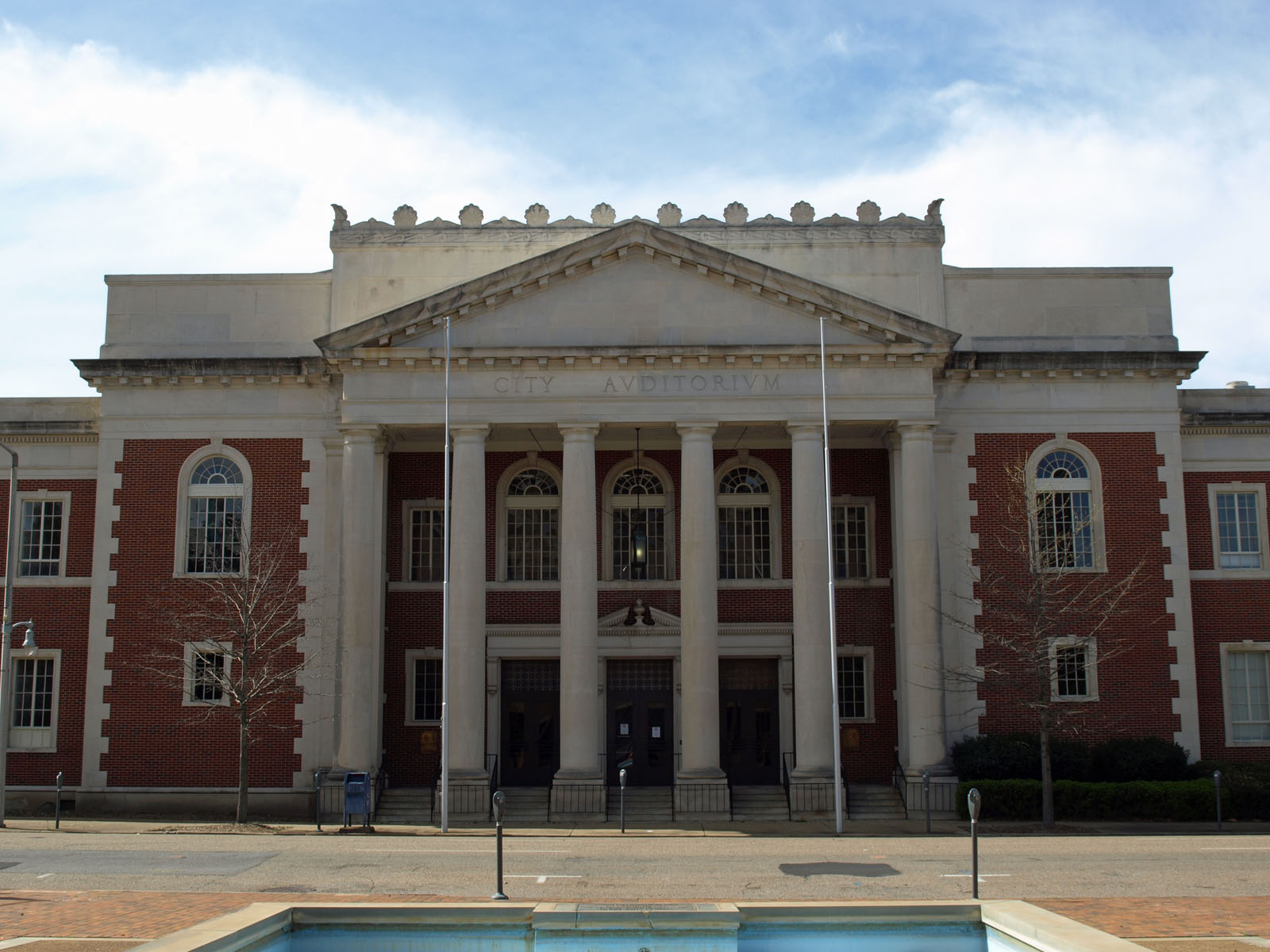
Ayuntamiento de Montgomery (1936-1937) en Montgomery, Alabama.

Frank Lockwood (Nueva Jersey, 1865 - Montgomery, 1935) fue un arquitecto estadounidense.

## Biografía
Lockwood nació en 1865 en Nueva Jersey de padres ingleses. Su padre era ingeniero. Al crecer en Nueva York y mostrar un gran talento vocal, le ofrecieron un contrato con la Metropolitan Opera House. Sin embargo, su madre lo convenció de que estudiara arquitectura. Después de graduarse de la Universidad de Princeton y del Instituto Pratt, vivió en Columbus, Georgia antes de mudarse a Montgomery en 1894.
Lockwood se embarcó en una carrera de 41 años en Montgomery. Diseñó decenas de viviendas residenciales y muchos edificios públicos importantes. Falleció en 1935 en su casa de Adams Avenue.
Uno de los edificios de Lockwood fue The Standard Club en Montgomery, diseñado en 1929. Más tarde se construyó una comunidad cerrada moderna en el sitio y se llamó Lockwood.

## Obras
Varias de sus obras figuran en el Registro Nacional de Lugares Históricos.
Los trabajos incluyen (con atribución):
- Capitolio del estado de Alabama (alas norte y sur), Montgomery, Monumento Histórico Nacional.
- Casa Avant, 909 Sanford Rd. Andalucía, Alabamalistado en NRHP.
- Casa Bell, 550 Upper Kingston Rd. Prattville, Alabama listado en NRHP.
- Palacio de justicia y cárcel del condado de Covington, 101 N. Court Sq. Andalusia, Alabama listado en NRHP.
- Escuela Pública Demopolis, 601 S. Main Ave. Demopolis, Alabama listado en NRHP.
- Primera Iglesia Bautista de Wetumpka, 205 West Bridge St. Wetumpka, Alabama listado en NRHP.
- Primer edificio del Banco Nacional, 101 S. Cotton St. Andalusia, Alabama listado en NRHP.
- Antiguo Palacio de Justicia del Condado de Calhoun, 314 E. Central Ave. Blountstown, Florida listado en NRHP.
- Casa de Marcus Meyer Skinner, 2612 Summerfield Rd. Selma, Alabama listado en NRHP.
- Casa del Dr. CA Thigpen, 1412 S. Perry St. Montgomery, Alabama listado en NRHP.
- Troy High School (1917), 436 Elm St. Troy, Alabama listada por NRHP, demolida en 2010.
- Ayuntamiento de Montgomery (1936-1937), Montgomery, Alabama. Completado después de la muerte de Lockwood para reemplazar el ayuntamiento original que se quemó en 1932. La construcción se retrasó por falta de fondos durante la Gran Depresión.